# 삼환계 항우울제
삼환계 항우울제(Tricyclic antidepressants, TCAs)는 주로 항우울제로 사용되는 약물의 일종이다. TCA는 1950년대 초에 개발되어 50년대 후반에 본격적으로 판매되었다. 세 개의 원자 고리를 포함하는 화학 구조의 이름을 따서 명명되었다. 4개의 고리를 함유하는 사환계 항우울제(TeCA, Tetracyclic antidepressant)는 밀접하게 관련된 항우울제 화합물 그룹이다.
여전히 삼환계 항우울제를 우울증 치료제로 처방하는 경우도 간혹 있으나 전세계 대부분의 국가에서는 선택적 세로토닌 재흡수 억제제(SSRIs), 세로토닌-노르에피네프린 재흡수 억제제(SNRIs), 노르에피네프린 재흡수 억제제(NRIs) 등 새로운 종류의 항우울제로 대체되었다. TCA와 SSRI 간의 부작용 정도는 비슷한 것으로 알려졌다. 또 다른 항우울제인 사환계 항우울제 역시 쓰이며 삼환계 항우울제와는 다양한 공통점을 가지고 있다.
삼환계 약물(Tricyclics)로 불리는 이들 약물은 기본적으로 이미 작동에 들어간 도파민, 노르에피네프린, 세로토닌 등의 여러 신경전달물질의 재흡수 메커니즘에서 이들 수용체의 기능을 억제 및 차단하는 등 보다 광범위한 연관이 있는 것으로 알려져 있다.

## 역사
삼환계 항우울제는 정신약리학이 탄생하여 급속도로 발전하던 1950년대 초반에 개발되었다. 1950년 12월 론풀랑크의 수석 화학자였던 폴 샤르팡티에(Paul Charpentier)는 론풀랑크가 1940년대 개발했던 합성 항히스타민제로부터 클로르프로마진을 합성해냈는데, 이것이 삼환계 항우울제 개발 역사의 시작이 되었다. 클로르프로마진의 정신적인 효과는 1952년 파리의 한 병원에서 처음 알게 되었다. 그렇게 최초의 널리 사용되는 항정신병제제가 된 클로르프로마진은 이미 1955년부터 많은 수익을 올렸다. 이를 본 화학자들은 클로르프로마진의 다른 유도체를 찾아 나서는 연구를 빠르게 시작했다.
우울증 치료에 사용된 최초의 삼환계 항우울제는 이미프라민으로, 코드명 G22355로 클로르프로마진의 다이벤즈아제핀 유사체이다. 이미프라민은 본래 우울증 치료를 목적으로 한 것은 아니었다. 조증을 유발하는 경향이 있는 이미프라민은 후일 "일부 환자들에서 상당히 비참했다."라고 기술되었다. 진정제가 조증을 일으키는 이러한 역설적인 모습은 우울증 환자를 대상으로 한 시험으로 이어졌다. 이미프라민의 첫 임상시험은 1955년에 있었으며 항우울 효과에 대한 보고를 처음 발표한 것은 1957년 스위스의 정신과 의사였던 롤런드 쿤(Roland Kuhn)이다. 가이기(Geigy)에서는 이미프라민에 대한 몇몇 임상시험을 콘스탄츠 근처의 뮌스터링겐(Münsterlingen) 병원에서 시행했다. 가이기는 시바-가이기(Ciba-Geigy)를 거쳐 현재는 다른 기업과 합병하여 노바티스로 남아 있다.
MSD는 1961년 두 번째 삼환계 항우울제인 아미트립틸린을 만들어 냈다. 아미트립틸린은 이미프라민과는 다른 고리 구조를 가지고 있다.

## 이용
삼환계 항우울제는 주요우울장애, 기분부전장애, 치료저항성 우울증 등의 기분장애 치료에 주로 사용된다. 또한 주기성 구토 증후군 같은 질환이나 범불안장애, 사회 공포증, 강박장애, 공황장애 등의 불안장애, 외상 후 스트레스 장애(PTSD), 신경성 식욕부진증이나 신경성 폭식증 등의 식사장애, 경계선 인격장애와 같은 특정 인격장애, 주의력결핍 과잉행동장애(ADHD), 파킨슨병, 만성 통증, 신경통, 신경병성 통증 등의 신경질환, 섬유근육통, 두통이나 편두통, 금연, 투렛 증후군, 발모벽, 염증성 장질환, 간질성 방광염, 야뇨증, 기면증, 불면증, 병적인 웃음과 울음, 만성 딸꾹질, 시구아테라에 쓰일 수 있다. 조현병 치료의 증강약제로 이용하기도 한다.

### 우울증
오랜 기간 동안 삼환계 항우울제는 주요우울장애의 치료에 가장 먼저 사용되는 약물이었다. 그 효능은 여전히 높다고 생각되지만, 안전과 부작용 면에서 개선된 항우울제인 SSRI나 새로운 가역적 모노아민 산화효소 억제제(MAOI)인 모클로베미드에 의해 빠르게 대체되고 있다. 그러나 삼환계 항우울제는 다른 항우울제 약물보다 전형적 우울증 치료에 더 효과적일 수 있다. 새로운 항우울제들은 삼환계 항우울제보다 부작용이 더 적고 덜 심하며, 과다복용 시 치명적인 용량이 비교적 커서 자살 시도에 쓰였을 때 손상과 사망 가능성이 낮다.
그럼에도 불구하고 삼환계 항우울제는 이러한 새로운 항우울제들에 반응하지 않는 치료저항성 우울증에 흔히 처방된다. 또한 SSRI보다 감정적 둔화나 성적인 면의 부작용이 적은 경향이 있다. 약물 중독이 잘 되지 않는다고 생각되며 MAOI보다 선호되기도 한다. 삼환계 항우울제의 부작용은 보통 우울증이나 불안장애에 대한 치료 효과가 나타나기 전에 두드러진다. 따라서 환자의 의지가 강해져 오히려 환자가 자살을 시도하려고 할 가능성이 있다.

### ADHD
과거 삼환계 항우울제는 ADHD의 치료에 사용되었다. 메틸페니데이트와 같은 각성제나 아토목세틴 등의 부작용이 적고 효과는 더 큰 약물이 개발되었으므로 일반적으로 더 이상 삼환계 항우울제는 ADHD에 사용되지 않는다. ADHD는 뇌의 전전두피질에서 도파민과 노르에피네프린의 활성이 불충분하여 발생한다고 생각된다. 대부분의 삼환계 항우울제는 도파민 재흡수는 억제하지 못하지만 노르에피네프린 재흡수는 억제하므로 ADHD 치료에 다소 효과를 보인다. 주목할 만한 것은 삼환계 항우울제가 충동성과 과잉행동을 줄여 ADHD 치료에서 인지적 결함보다는 행동적인 측면을 치료하는 데에 더 효과적이다. 그러나 주의력 측면에서의 치료 효과는 거의 없거나 아예 없다.

### 만성 통증
삼환계 항우울증은 특히 신경통, 신경병성 통증, 섬유근육통 등 여러 가지 서로 다른 만성 통증 질환 치료에 효능을 보인다. 이러한 진통 효과를 설명하는 정확한 작용 기전은 여전히 불명확하나, 주로 세로토닌성이나 노르아드레날린성 신경조절을 통해 뇌의 아편유사제 시스템을 간접적으로 조절한다고 생각된다. 편두통의 예방에도 효과적이지만 급성 편두통이 발생했을 때 완화하는 데에는 효과적이지 못하다. 만성 긴장성 두통의 예방에도 효과적일 수 있다.

## 부작용
삼환계 항우울제의 많은 부작용은 그 항무스카린 작용과 관련되어 있을 수 있다. 이러한 부작용들은 비교적 흔하며 건조해지는 입과 코, 흐린 시야, 위장관계 운동성 저하, 변비, 요폐, 인지와 기억 기능 손상, 체온 상승 등이 있다.
다른 부작용에는 졸림, 불안, 감정의 둔화(무감정, 무쾌감증), 혼란, 안절부절 못함, 어지러움, 정좌불능증, 과민반응, 식욕과 체중 변화, 쇠약, 구역과 구토, 저혈압, 빈맥, 드물게는 부정맥이 있다. 경련, 환각, 섬망, 혼미는 과다복용 시에 나타날 수 있는 독성 효과이다. 횡문근융해증이나 근육의 분해는 삼환계 항우울제 복용에서 드물게 보고된다.
치료를 지속하면 종종 약물의 부작용에 대한 내성이 생길 수 있다. 또한 낮은 용량에서 치료를 시작하여 점진적으로 용량을 늘리면 부작용도 덜 문제가 될 수 있지만, 이로 인해 유익한 효과도 지연될 수 있다.
삼환계 항우울제는 1a형 항부정맥제처럼 작용하여 이론적으로는 심실세동을 끝내고 심장의 수축력을 감소시키며, 허혈이 일어난 심근으로 가는 혈액 곁순환을 증가시킬 수 있다. 과다복용 시에는 심장 리듬을 연장시키고 심근의 과민성을 늘려 심장독성을 유발할 수 있다.
새로운 연구에서는 삼환계 항우울제와 같은 항콜린제의 장기간 사용과 치매 사이의 관련성에 대한 근거를 밝혀냈다. 많은 연구들에서 이 관련성에 대해 조사했었으나, 이 연구는 처음으로 7년 이상 장기간 관찰을 통해 항콜린제와 관련된 치매가 약물 복용을 멈춰도 원래 상태로 돌아오지 않는다고 밝혔다. 항콜린제는 신경전달물질인 아세틸콜린의 작용을 차단한다. 뇌에서 아세틸콜린은 학습과 기억에 관여한다.

## 과다복용
삼환계 항우울제 과다복용 시 중독 증상이 나타나며, 주로 심장, 자율신경계, 중추신경계에 영향을 미친다. 나타날 수 있는 증상에는 체온 증가, 흐린 시야, 산동, 졸림, 혼란, 발작, 빈맥, 심정지가 있다. 실수 또는 자살 시도로 인해 삼환계 항우울제를 과다복용할 수 있다.
대부분의 삼환계 항우울제는 5mg/kg 이하의 용량에서는 독성을 나타내지 않으나, 데시프라민, 노르트립틸린, 트리미프라민의 독성을 보이지 않는 용량은 2.5mg/kg 이하이다. 그러나 소아에서는 알약 한두 알만으로도 치명적일 수 있다. 삼환계 항우울제의 치료지수는 좁은 편이므로 치료용량이 독성용량과 가까운 편이다. 독성의 위험을 높이는 인자들에는 고령, 심장 상태, 다른 약물의 병용이 있다.
과다복용이 우려될 때는 심전도를 진단에 포함한다. 치료에는 활성탄을 종종 권장하기도 한다. 약을 토해내기 위해 강제로 구토를 유발해서는 안된다. QRS 복합파가 100ms 이상으로 넓어진 사람에게는 탄산수소 나트륨을 권장한다. 발작이 발생했다면 벤조디아제핀을 사용하여야 한다. 저혈압이 생겼다면 정맥 주사로 수액과 노르에피네프린을 투여한다. 정맥내 지질 에멀젼 사용을 시도할 수도 있다.

## 상호작용
삼환계 항우울제는 거의 전부 간의 효소인 사이토크롬 P450(CYP)에 의해 대사된다. 시메티딘, 메틸페니데이트, 플루옥세틴, 항정신병제제, 칼슘 통로 차단제 등 사이토크롬 P450을 억제하는 약물들은 삼환계 항우울제의 대사를 감소시켜 혈중 농도와 그에 동반되는 독성을 증가시킬 수 있다. 퀴니딘 등의 항부정맥제, 아스테미졸이나 테르페나딘과 같은 항히스타민제, 일부 항정신병제제 등 QT 간격을 연장시키는 약물들은 심실부정맥의 가능성을 증가시킬 수 있다. 또한 삼환계 항우울제는 알코올에 대한 반응, 바르비투르산이나 다른 중추신경계에 작용하는 항우울제의 효과를 강화할 수 있다. 삼환계 항우울제의 부작용은 다른 항무스카린 활성을 가진 약물들에 의해 강해질 수 있다.

## 약리학
대부분의 삼환계 항우울제는 주로 세로토닌 수송체(SERT)와 노르에피네프린 수송체(NET)를 차단하는 SNRIs로 작용한다. 이로 인해 시냅스에서 이 두 신경전달물질의 농도가 올라가 그 효과가 강화된다. 주목할 만한 점은 아미넵틴만을 제외하면 삼환계 항우울제는 도파민 수송체(DAT)에도 약한 친화성을 보여 도파민 재흡수 억제제(DRIs)의 효능을 약하게 보인다는 것이다. 세로토닌과 노르에피네프린은 모두 우울감, 불안감과 밀접한 관련이 있어 두 물질의 활성을 촉진하면 이러한 감정을 보이는 정신 질환에 유익한 효과를 낼 수 있다.
많은 수의 삼환계 항우울제는 그 재흡수 억제 활성에 더해, 여러 수용체에 대해 높은 친화성을 가지는 길항제이기도 하다. 길항제인 수용체에는 5-HT2 (5-HT2A, 5-HT2C), 5-HT6, 5-HT7, α1 아드레날린, NMDA 수용체가 있다. 또한 시그마 수용체 (σ1과 σ2)에 대하여 작용제로 작용한다. 이러한 수용체 활성 중에는 삼환계 항우울제의 치료 효능이나 부작용에 영향을 미치는 경우들도 있다. 삼환계 항우울제는 H1과 H2 히스타민 수용체, 무스카린성 아세틸콜린 수용체(mAChR)에 대해 각기 다르지만 일반적으로 높은 수준의 친화성을 가지고 길항제로 작용한다. 그 결과 삼환계 항우울제는 강력한 항히스타민제와 항콜린제로도 작용한다. 항우울제에게 있어 이런 활성은 진정 효과를 나타내기 때문에 특히 불안 증세가 동시에 있을 때 종종 이득이 된다.
전부는 아니지만 대부분의 삼환계 항우울제는 나트륨 통로와 L형 칼슘 통로를 강력하게 억제하여 나트륨 통로 차단제와 칼슘 통로 차단제로 작용한다. 나트륨 통로 차단이라는 특징으로 인해, 삼환계 항우울제 과다복용 시 인해 심장독성과 같은 부작용이 발생해 높은 사망률의 이유가 된다. 그러나 진통제로서의 효능도 나트륨 통로 차단과 관련이 있을 수 있다.
요약하면 삼환계 항우울제는 NMDA 수용체 길항제, 나트륨 통로와 칼륨 통로, 칼슘 통로의 차단, 아편유사제 효과를 낸다. 또한 세로토닌 재흡수를 억제하며 히스타민, 알파-1, 무스카린 수용체의 길항제로도 작용한다.

## 화학
전부는 아니지만 대부분의 삼환계 항우울제는 화학 구조의 관점에서 두 그룹으로 나눌 수 있다. 두 그룹을 나누는 기준은 삼환식 화합물의 고리이다. 이 두 그룹은 다이벤즈아제핀(이미프라민, 데시프라민, 클로미프라민, 로페프라민 등)과 다이벤조사이클로헵텐(아미트립틸린, 노르트립틸린, 프로트립틸린, 뷰트립틸린 등)이다. 그 외에 삼환계 항우울제의 작은 그룹에는 다이벤즈옥세핀(독세핀), 다이벤조티에핀(도술레핀), 다이벤즈옥사제핀(아목사핀) 등이 있다.
고리를 기준으로 분류하는 것에 더해, 삼환계 항우울제를 곁사슬 아민의 치환기 숫자에 따라 분류하는 것도 유용하다. 이 분류를 통해 삼환계 항우울제를 삼차 아민(이미프라민, 클로미프라민, 트리미프라민, 아미트립틸린, 뷰트립틸린, 독세핀, 도술레핀 등)과 이차 아민(데시프라민, 노르트립틸린, 프로트립틸린)으로 나눌 수 있다. 로페프라민은 엄밀히 따져서 삼차 아민이지만, 이차 아민인 데시프라민의 전구약물로서 작용하므로 그 성질은 삼차 아민보다는 이차 아민과 유사하다. 아목사핀은 삼환계 항우울제 곁사슬을 가지지 않으므로 이차 아민과 삼차 아민 어디에도 속하지 않지만, 이차 아민과 비슷한 성질이 많아 이차 아민으로 분류하기도 한다.

## 약물 목록
- † = 전세계 시장에서 철수한 약물

노르에피네프린의 최소 10배 이상 세로토닌의 재흡수를 억제하는 약물에는 다음과 같은 약물이 있다.
- 뷰트립틸린†
- 이미프라민
- 클로미프라민
- 트리미프라민

세로토닌의 최소 10배 이상 노르에피네프린의 재흡수를 억제하는 약물에는 다음과 같은 약물이 있다.
- 노르트립틸린
- 데시프라민
- 디벤제핀
- 로페프라민
- 마프로틸린
- 프로트립틸린

세로토닌과 노르에피네프린의 재흡수를 모두 비슷하게 억제하는 약물에는 다음과 같은 약물이 있다.
- 녹십틸린
- 니트록사제핀
- 도술레핀
- 독세핀
- 데멕십틸린†
- 디메타크린†
- 메타프라민†
- 멜리트라센
- 아목사핀
- 아미트립틸린
- 아미트립틸린옥사이드
- 이미프라민옥사이드†
- 퀴누프라민†
- 프로피제핀†
- 플루아시진
- 피포페진

다음은 세로토닌이 노르에피네프린 재흡수 억제가 주된 작용 기전이 아닌 삼환계 항우울제이다.
- 아미넵틴 – 노르에피네프린-도파민 재흡수 억제제
- 오피프라몰 – σ 수용체 작용제
- 이프린돌† – 5-HT2 수용체 대항제
- 티아넵틴 – 비정형 μ 아편유사제수용체 작용제

## 같이 보기
- MAOI
- SSRI
- SNRI